# Parlamentswahl in Rumänien 2000

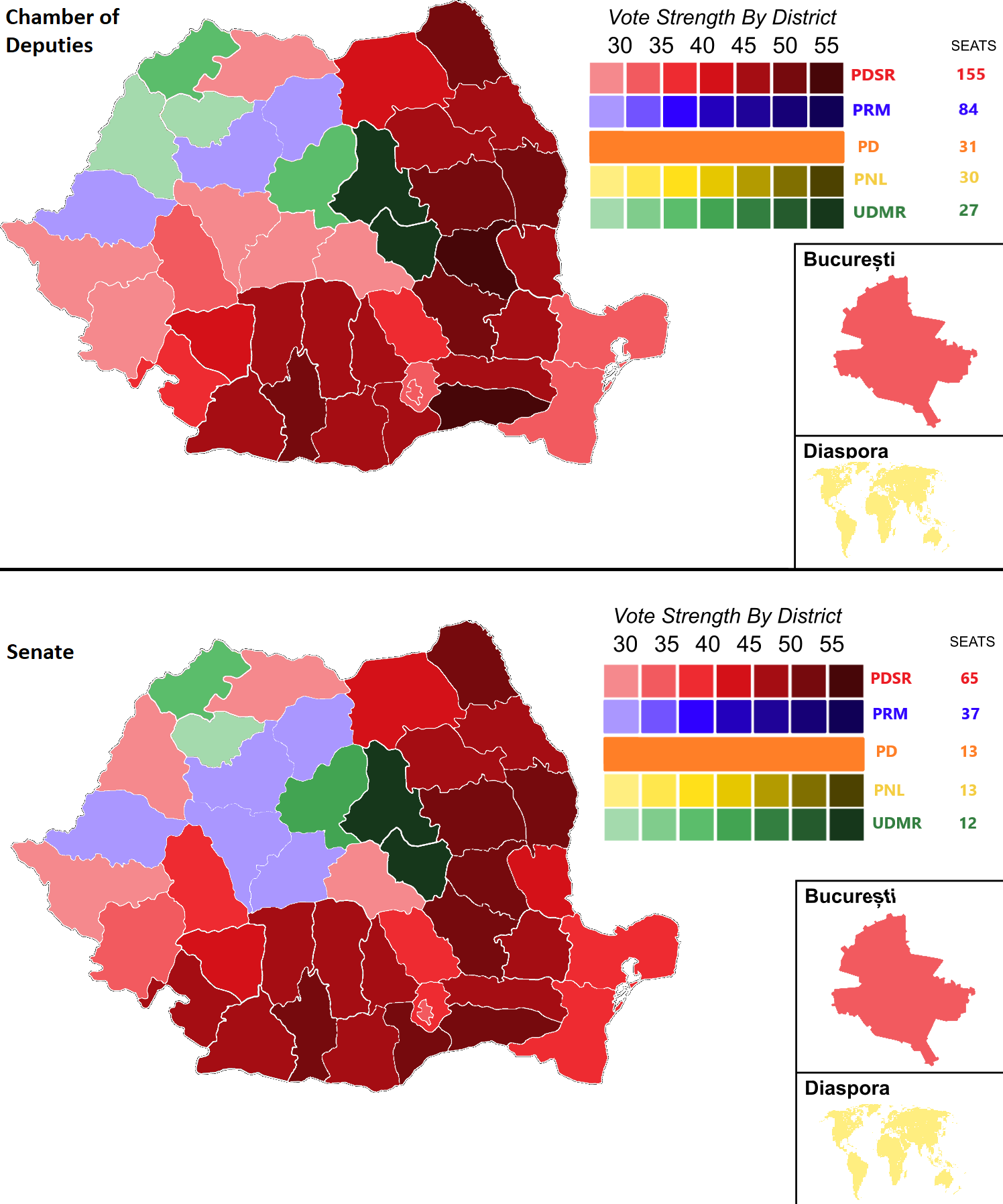
Ergebnis nach Kreisen

Die Parlamentswahl in Rumänien 2000 fand am 26. November statt, um die beiden Kammern des Parlaments zu erneuern. Gewählt wurden die 345 Mitglieder der Abgeordnetenkammer (Camera Deputaților) und die 140 Mitglieder des Senats (Senatul).

## Ergebnis

### Abgeordnetenkammer
| Listen                                          | Listen | Stimmen    | %    | Mandate |
| ----------------------------------------------- | --- | ---------- | ---- | ------- |
|                                                 | Polul Democrat-Social din România (PDSR – PSDR – PUR) 1                                                                                | 3.968.464  | 36,6 | 155     |
|                                                 | Partidul România Mare | 2.112.027  | 19,5 | 84      |
|                                                 | Partidul Democrat | 762.365    | 7,0  | 31      |
|                                                 | Partidul Național Liberal | 747.263    | 6,9  | 30      |
|                                                 | Demokratische Union der Ungarn in Rumänien                                                                                             | 736.863    | 6,8  | 27      |
|                                                 | Convenția Democrată Română 2000 (PNȚ-CD – UFD – FER)                                                                                   | 546.135    | 5,0  | –       |
|                                                 | Alianța pentru România | 441.228    | 4,1  | –       |
|                                                 | Partidul Național Liberal-Câmpeanu | 151.518    | 1,4  | –       |
|                                                 | Partidul Alianța Națională (PUNR – PNR)                                                                                                | 149.525    | 1,4  | –       |
|                                                 | Partidul Ecologist Român | 101.256    | 0,9  | –       |
|                                                 | Partidul Socialist al Muncii | 91.027     | 0,8  | –       |
|                                                 | Partidul Pensionarilor din România | 76.704     | 0,7  | –       |
|                                                 | Partidul Muncitoresc Român | 68.718     | 0,6  | –       |
|                                                 | Partidul Liberal Democrat Român | 52.497     | 0,5  | –       |
|                                                 | Partidul Național Țărănesc | 48.435     | 0,4  | –       |
|                                                 | Partidul Vieții Româneşti | 46.129     | 0,4  | –       |
|                                                 | Partidul Național Democrat Creștin | 33.410     | 0,3  | –       |
|                                                 | Partidul Liber Republican Socialist Democratic                                                                                         | 32.811     | 0,3  | –       |
|                                                 | Sonstige < 0,25 % | 164.861    | 1,5  | –       |
|                                                 | Unabhängige | 137.561    | 1,3  | –       |
|                                                 | Minderheiten Davon: - Partida Romilor (71.786 Stimmen, 0,7 %) - Demokratisches Forum der Deutschen in Rumänien (40.844 Stimmen, 0,4 %) | 370.627    | 3,4  | 18      |
| Gesamt                                          | Gesamt | 10.839.424 | 100  | 345     |
|                                                 | |            |      |         |
| Ungültige Stimmen                               | Ungültige Stimmen | 720.034    | 6,2  |         |
| Wähler                                          | Wähler | 11.559.458 | 65,3 |         |
| Wahlberechtigte                                 | Wahlberechtigte | 17.699.727 |      |         |
|                                                 | |            |      |         |
| Quellen: AEP, Stimmen – PV, Stimmen und Mandate | |            |      |         |

- 1 Mandate: 142 PDSR, 7 PSDR, 6 PUR.

### Senat
| Listen                                          | Listen                                                  | Stimmen    | %    | Mandate |
| ----------------------------------------------- | ------------------------------------------------------- | ---------- | ---- | ------- |
|                                                 | Polul Democrat-Social din România (PDSR – PSDR – PUR) 1 | 4.040.212  | 37,1 | 65      |
|                                                 | Partidul România Mare                                   | 2.288.483  | 21,0 | 37      |
|                                                 | Partidul Democrat                                       | 825.437    | 7,6  | 13      |
|                                                 | Partidul Național Liberal                               | 814.381    | 7,5  | 13      |
|                                                 | Demokratische Union der Ungarn in Rumänien              | 751.310    | 6,9  | 12      |
|                                                 | Convenția Democrată Română 2000 (PNȚ-CD – UFD – FER)    | 575.706    | 5,3  | –       |
|                                                 | Alianța pentru România                                  | 465.535    | 4,3  | –       |
|                                                 | Partidul Alianța Națională (PUNR – PNR)                 | 154.761    | 1,4  | –       |
|                                                 | Partidul Național Liberal-Câmpeanu                      | 133.018    | 1,2  | –       |
|                                                 | Partidul Ecologist Român                                | 108.370    | 1,0  | –       |
|                                                 | Partidul Socialist al Muncii                            | 96.636     | 0,9  | –       |
|                                                 | Partidul Pensionarilor din România                      | 86.401     | 0,8  | –       |
|                                                 | Partidul Muncitoresc Român                              | 81.756     | 0,8  | –       |
|                                                 | Partidul Liberal Democrat Român                         | 61.234     | 0,6  | –       |
|                                                 | Partidul Național Țărănesc                              | 55.970     | 0,5  | –       |
|                                                 | Partidul Vieții Româneşti                               | 54.634     | 0,5  | –       |
|                                                 | Partidul Național Democrat Creștin                      | 45.252     | 0,4  | –       |
|                                                 | Partidul Reconcilierii Naționale                        | 31.824     | 0,3  | –       |
|                                                 | Partidul Liber Republican Socialist Democratic          | 30.910     | 0,3  | –       |
|                                                 | Partidul Noua Generație                                 | 27.576     | 0,3  | –       |
|                                                 | Sonstige < 0,25 %                                       | 159.076    | 1,5  | –       |
|                                                 | Unabhängige                                             | 3.428      | 0,0  | –       |
| Gesamt                                          | Gesamt                                                  | 10.891.910 | 100  | 140     |
|                                                 |                                                         |            |      |         |
| Ungültige Stimmen                               | Ungültige Stimmen                                       | 667.548    | 5,8  |         |
| Wähler                                          | Wähler                                                  | 11.559.458 | 65,3 |         |
| Wahlberechtigte                                 | Wahlberechtigte                                         | 17.699.727 |      |         |
|                                                 |                                                         |            |      |         |
| Quellen: AEP, Stimmen – PV, Stimmen und Mandate |                                                         |            |      |         |

- 1 Mandate: 60 PDSR, 1 PSDR, 4 PUR.